# NGC 579
NGC 579 è una  galassia a spirale situata nella costellazione del  Triangolo, a una distanza di circa 227 milioni di anni luce dalla nostra Via Lattea.

## Scoperta
NGC 579 è stata scoperta il 22 novembre 1827 dall'astronomo britannico John Herschel.

## Descrizione
La galassia ha una classe di luminosità III-IV e presenta una larga riga a 21 cm dell'idrogeno neutro.
Data la sua luminosità superficiale pari a 14,03, NGC 579 può essere classificata come una galassia a bassa luminosità superficiale (nella letteratura in lingua inglese abbreviata in LSB, acronimo di Low Surface Brightness). Le galassie LSB sono galassie di tipo diffuso (D) con una luminosità superficiale inferiore di almeno una magnitudine a quella del cielo notturno circostante.

## Supernova
Il 10 novembre 2007, all'interno di NGC 579 è stata scoperta la supernova SN 2007pk da parte di X. Parisky et W. Li, nel corso del programma congiunto LOSS/KAIT (Lick Observatory Supernova Search dell'Osservatorio Lick e The Katzman Automatic Imaging Telescope dell'Università della California - Berkeley. La supernova è stata classificata di tipo IIn-pec.

## Gruppo di NGC 507
NGC 579 fa parte del Gruppo di NGC 507, un vasto raggruppamento che comprende almeno 42 galassie, 21 delle quali figurano nel New General Catalogue (NGC) e 5 nell'Index Catalogue (IC). Quattro membri di questo gruppo sono anche inclusi tra le galassie di Markarian. La  galassia più luminosa del gruppo è NGC 507, mentre la più estesa è NGC 536.